# Escut d'Osor
L'escut oficial d'Osor té el següent blasonament:
Escut caironat truncat: 1r. de sinople, 2 claus passades en sautor amb les dents a dalt i mirant cap enfora. la d'or en banda i per damunt de la d'argent en barra; 2n. d'or, una cabra de sable i bordura de peces de sable. Per timbre una corona mural de vila.

## Història
Va ser aprovat el 18 de juliol de 1990 i publicat al DOGC el 19 d'octubre del mateix any amb el número 1356.
Les claus de Sant Pere són l'atribut del patró local; l'antic nom de la vila solia ser Sant Pere d'Osor. La segona partició són les armes parlants dels Cabrera, que tingueren diverses possessions en el municipi actual des del segle xi fins al xiv.